# William Bonnet
William Bonnet (Saint-Doulchard, Cher, 25 de juny de 1982) és un ciclista francès, que fou professional entre el 2005 i el 2021.
En el seu palmarès destaca el Gran Premi d'Isbergues de 2008 i una etapa de la París-Niça. En la 3a etapa del Tour de França de 2015 va patir una forta caiguda que l'obligà a passar urgentment pel quiròfan després de patir una polifractura cervical i per tal d'estabilitzar el coll i evitar danys neurològics posteriors.
És germà del també ciclista Samuel Bonnet.

## Palmarès
- 2004
  - 1r a la París-Mantes-en-Yvelines Espoirs
- 2005
  - Vencedor d'una etapa e la París-Corrèze
- 2008
  - 1r al Gran Premi del Somme
  - 1r al Gran Premi d'Isbergues
- 2010
  - Vencedor d'una etapa de la París-Niça

### Resultats al Giro d'Itàlia
- 2006. 111è de la classificació general
- 2010. Abandona (20a etapa)
- 2012. No surt (12a etapa)
- 2017. No surt (16a etapa)
- 2018. Abandona (19a etapa)

### Resultats al Tour de França
- 2007. 109è de la classificació general
- 2008. 102è de la classificació general
- 2009. 128è de la classificació general
- 2011. Fora de control (14a etapa)
- 2013. Abandona (18a etapa)
- 2014. 158è de la classificació general
- 2015. Abandona (3a etapa)
- 2016. 127è de la classificació general
- 2019. 143è de la classificació general
- 2020. Abandona (8a etapa)

### Resultats a la Volta a Espanya
- 2009. 109è de la classificació general
- 2010. 111è de la classificació general
- 2012. 152è de la classificació general